# دهستان هلایجان
دهستان هلایجان یا به زبان بختیاری هلاگون نام دهستانی در بخش مرکزی شهرستان ایذه، استان خوزستان در ایران است. بر اساس سرشماری مرکز آمار ایران در سال ۱۳۸۵، جمعیت آن ۷۴۳۵ نفر (۱۳۶۲ خانوار) بوده‌است.